# 奥川裕司
奥川 裕司（おくかわ ゆうじ、1964年10月6日 - ）は、東京都出身の元オートレース選手。19期、浜松オートレース場所属。主な競走車呼名は「ランフォーユー / ラブフォーユー / ARフォーユー」など。

## 選手データ
- 戦績
  - GI戦績
    - GI優勝回数:1回
    - GI開場記念ゴールデンレース（浜松オートレース場、1987年）

- 受賞歴
  - 年間新人敢闘賞:1回（1985年）
  - 特別賞:1回（2007年）※後述の項目「特別表彰」を参照のこと。

## 人物
奥川はいわゆる「華の19期」の選手で、同期には片平巧（故人）、中村政信、岡部聡（山陽オートレース場所属）、須賀学（浜松オートレース場所属）といった、SGレースを制覇した面々が多数顔を揃えている。その中にあって、奥川は実績では彼らに劣るものの、浜松の名選手として知られていた。
後輩思いの選手としても知られ、1993年のセア一斉乗り換え以降使用禁止となったメグロ二気筒を後輩選手にあげたりもしている。また、ファンを大切にする選手でもあり、そこが「浜松支部長」としての奥川を形成する重要な要素となった。
上記の浜松ゴールデンレース優勝は、デビュー後1年10か月で達成されたものであり、2013年3月10日に、同じ浜松のスピード王決定戦優勝戦で青山周平が同1年8か月で塗り替えるまでの間、オートレースGIにおけるデビュー最短優勝記録であった。

## 浜松オートレース場存廃問題
2005年9月、収支悪化が原因で浜松市が浜松オートレース場の廃止を検討し始めた。この時、後輩の伊藤信夫（24期、浜松オートレース場所属）とともにいち早く反対運動を展開したのが奥川であった。それは、職場を失う可能性のある選手としてというよりは、オートレースを愛する一人の人間としてといった行動で、ここでもやはり「ファン第一」の姿勢が垣間見られた。
奥川ら浜松の選手は廃止反対の署名運動を展開した。それも、従来のように来場者にのみ依頼するのではなく、自ら街頭に立って署名を願うという、従来のオートレース関係の運動では考えられないものであった。
元来、浜松ではオートレース場に良いイメージを持っている人が少なかった。浜松生まれの伊藤信夫はそのことを肌で知っていて、その意識を変えることこそが急務と考えていた。やがて、こうした街頭での活動が徐々に認知され、想像を超える数の浜松市民からの署名を得ることに成功。インターネット上での署名も多数に上り、浜松オートレース場は2006年4月から日本トーターへの5年間の期限付き民間委託が行われたのである。
オートレースの競走車専用エンジン「セア」を独占製造しているスズキの会長鈴木修が浜松オート不要論を唱えるなどの苦境にありながら存続を勝ち取ったことで、全日本オートレース選手会浜松支部の名は全国に知られることとなった。

## 闘う支部長・奥川裕司
奥川は社団法人全日本オートレース選手会の浜松支部長を務めていたが、一般的に選手会の要職にある選手はそちらの業務にかかりきりで、レースには余り出てこないとされる。しかし、奥川は心からオートレースを愛しており、各地の支部長たちと同様普通にレースに参加し、多忙な日々を送っていた。
業務としてはオートレースの構造改革に関する会議が多いが、それ以外にも、引退した元選手を従事員として登用するなどの提案を行っている。
具体的には、試走時の先導や、中継時のゲスト出演、或いは、現在運行が中止されている一部の無料バスの送迎などで、現在は未だ実現はしていないものの、他にも様々なプランがあるという。
浜松支部は特に社会貢献活動に力を入れている。浜松支部が主体となって行っている社会貢献活動・独自イベントは他支部のそれに比しても多く、その一点からも奥川の功績が認められる。以下は、主な浜松支部の社会貢献活動・独自イベントの一覧である。

### STOPエイズキャンペーン
NPO法人などと共同しエイズ撲滅のキャンペーンを展開。特にキャンペーンを重点的に行う開催節は「レッドリボンカップ」と呼ばれ、キャンペーン自体は「RUN for STOP AIDSキャンペーン」と呼ばれる。
キャンペーン期間中は、選手は全員エイズ撲滅運動のシンボルであるレッドリボンを勝負服に着け、勝負服自体も専用のものを着用している。レッドリボンカップの開催期間中は、場内に特設ブースが設置される。ここでは無料の血圧測定や健康相談受けることが出来る。また、300円のレッドバンドを販売、その売上げは全額寄付される。
レッドリボンカップ自体は一般開催だが、場内ではグレードレースに匹敵する規模のイベントを行っている。特に、主旨に賛同した団体やアーティストなどが場内で多くイベントを行う為、来場者は非常に多い。
また、選手間でも募金を募り、それらの募金と優勝賞金の一部を財団法人・エイズ予防財団に優勝選手表彰式の際に手渡すのが慣例となっている。

### 「ソーラーバイクレースin浜松」
日本小型自動車振興会も後援するソーラーバイクのレース大会に会場を貸与。更に、浜松所属の選手達によるチームも参戦するなど、全面的にバックアップしている。大会はスプリントレース、耐久レース、フリースタイルなどの種目が行われ、特に耐久レースは6時間の長きに渡って行われる。同時に場内ではフリーマーケットやアマチュアアーティストによるライブ、環境NPOのブース出展など様々なイベントが行われる。

### ボランティア・デーの実施
浜松市森林環境基金の募金活動や障害者施設への支援に対する後援活動も行っている。売上金の一部や浜松支部の積立金の一部を社会福祉への寄付金として各種NPOなどに寄付している。
同日は市内でのイベントが行われ、展示ブースを使ってオートレースの広報活動も行われている。

## 特別表彰
こうした社会貢献活動が評価され、2007年度オートレース選手表彰において、全日本オートレース選手会浜松支部が特別賞を受賞した。本来選手表彰は年間のレースの成績によって受賞選手を個々に決定するもので、団体の受賞はオートレース選手表彰史上初であった。
なお引退による選手登録消除は2016年1月1日付で、前年に集団引退選手の一人として発表されていた。